# محافظة خوزستان

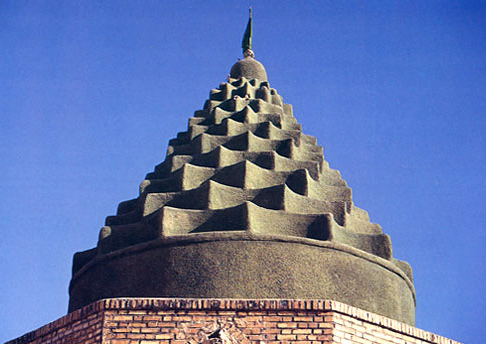
مقام إمام زاده حمزة الواقع بين ماهشهر وهندیجان

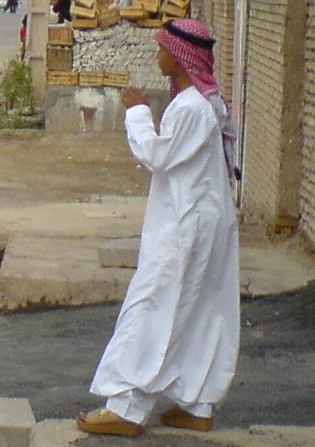
مواطن عربي خوزستاني في حلة العيد.

محافظة خوزستان تُعدّ واحدة من بين المحافظات الإحدى والثلاثين في إيران، وتتخذ من مدينة الأحواز عاصمةً ومركزًا إداريًا لها. تضم مدناً رئيسية أخرى مثل عبادان والخفاجية ودزفول ومسجد سليمان، وبهبهان والحويزة والمحمرة. يبلغ إجمالي عدد سكان خوزستان حوالي 4,274,979 حسب إحصاء رسمي عام 2006.

## التاريخ

### الاسم
كانت خوزستان تعرف حتى عام 1925 م باسم عربستان قبل أن يغير الشاه رضا بهلوي الاسم إلى خوزستان.

### العصور القديمة

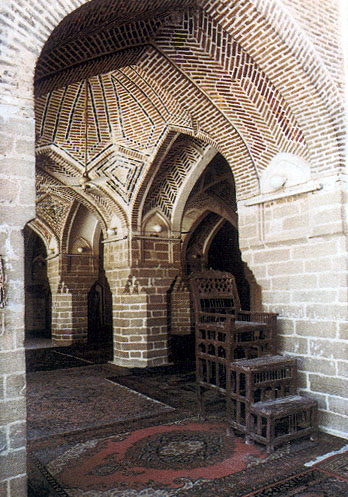
جامع دزفول. تمتلك تراثًا معماريًا غنيًا من العصور الإسلامية والساسانية والعصور السابقة.

كانت زقورة شوقا زنبيل في خوزستان بمثابة بناء رائع للإمبراطورية العيلامية، كان العيلاميون في خوزستان «أسلاف الفرس الملكيين»، وكانوا «مؤسسي الإمبراطورية الإيرانية الأولى بالمعنى الجغرافي». تعتبر مقاطعة خوزستان من مراكز الحضارة القديمة، ومن أهم مناطق الشرق الأدنى القديم، ومقرها حول سوسة. كانت أول إمبراطورية واسعة النطاق قائمة هنا هي الإمبراطورية العيلامية القوية في الألفية الرابعة قبل الميلاد. تؤكد الآثار الأثرية أن إقليم خوزستان بأكمله هو موطن للحضارة العيلامية، وهي مملكة غير سامية وغير ناطقة باللغة الهندية الأوروبية، و «الحضارة الأولى لبلاد فارس». اسم خوزستان مشتق من العيلامية.
في الواقع، على حد تعبير إلتون ل. دانيال، كان العيلاميون «مؤسسي أول إمبراطورية 'إيرانية' بالمعنى الجغرافي.» ومن هنا جاءت الأهمية الجيوبوليتيكية المركزية لخوزستان، مقر إمبراطورية إيران الأولى.
في عام 640 قبل الميلاد، هزم آشور بانيبال العيلاميين، وأصبحوا تحت حكم الآشوريين الذين جلبوا الدمار على شوش وشوغا زنبيل. ولكن في عام 538 قبل الميلاد، تمكن كورش العظيم من إعادة احتلال الأراضي العيلامية بعد ما يقرب من 80 عامًا من الحكم المتوسط. ثم أعلنت مدينة شوش كواحدة من عواصم الأخمينية. ثم أقام داريوس الكبير قصرًا كبيرًا يُعرف باسم أبادانا هناك عام 521 قبل الميلاد. لكن هذه الفترة المذهلة من المجد والروعة للسلالة الأخمينية انتهت بغزوات الإسكندر المقدوني. تم ترتيب حفلات زفاف سوزا من قبل الإسكندر في عام 324 قبل الميلاد في شوش، حيث أقيمت حفلات زفاف جماعية بين الفرس والمقدونيين. بعد الإسكندر، جاءت السلالة السلوقية لحكم المنطقة.

## الجغرافيا والمناخ
يمكن تقسيم مقاطعة خوزستان أساسًا إلى منطقتين؛ التلال المنحدرة والمناطق الجبلية شمال سلسلة جبال الأهواز، والسهول وأراضي المستنقعات إلى الجنوب. تروي المنطقة أنهار كارون والكرخة والجراحى ومارون. يحتفظ القسم الشمالي بأقلية بختياري غير فارسية، في حين أن القسم الجنوبي كان لديه دائمًا مجموعات أقليات متنوعة تعرف باسم خوزيين. منذ أربعينيات القرن الماضي، أدى تدفق الباحثين عن عمل من جميع أنحاء إيران إلى مراكز النفط والتجارة على ساحل الخليج العربي إلى جعل المنطقة أكثر تحدثًا باللغة الفارسية. في الوقت الحاضر، لا تزال خوزستان تحافظ على مجموعتها المتنوعة، ولكن لديها عرب وفرس وبختياري وإثنية قشقاوي ولور.
تمتلك خوزستان إمكانات كبيرة للتوسع الزراعي، والتي تكاد لا مثيل لها من قبل المقاطعات الأخرى في البلاد. تتدفق الأنهار الكبيرة والدائمة فوق الإقليم بأكمله مما يساهم في خصوبة الأرض. نهر كارون، أكثر أنهار إيران تدفقًا، يبلغ طوله 850 كيلومترًا، يتدفق إلى الخليج العربي عبر هذه المحافظة.

## السکان والثقافة
تمثال نصفي من متحف إيران الوطني للملكة موسى، زوجة فراتس الرابع ملك بارثيا، قام بحفره فريق فرنسي في خوزستان عام 1939. وفقًا لتعداد عام 1996، كان عدد سكان المقاطعة 3.7 مليون نسمة، منهم حوالي 62.5 ٪ في المراكز الحضرية، و 36.5 ٪ من سكان الريف والباقي 1 ٪ من غير المقيمين. وفقًا لإحصاء سكاني تم إجراؤه في عام 2004، كان عدد سكان المقاطعة يقدر بـ 4.711.000 نسمة.
يسكن خوزستان العديد من المجموعات العرقية المختلفة؛ يتألف سكان خوزستان من الفرس والعرب وبختياري واللور وقشقاي من قبيلة أفشار والمندائيين والأرمن.

## الاقتصاد
توجد في خوزستان عدة معامل وسدود وحقول نفط مهمة منها حقل الأحواز أكبر حقل نفطي في إيران وكذلك حقليّ مارون وآغاجاري الغنيّتان بالنفط إضافة إلى أن الزراعة تمثل قسمًا مهمًا من ناتج المحافظة.

## الزراعة
تعتبر محافظة خوزستان مركزاً هاماً لزراعة القمح والرز وقصب السكر، كما أن خوزستان مشهورة بزراعة نخيل التمور، وتنتشر بها زراعة الحمضيات. إضافة إلى الزيتون في المناطق الجبلية من الإقليم.

## أشهر مدن خوزستان

### المحمرة
المحمرة وتقع عند مصب نهر قارون في شط العرب. وتبعد عن مدينة الأحواز (120 كم)، وهي ميناء تجاري مهم.

### عبادان
تقع على شط العرب جنوب المحمرة بحوالي (18 كم) في جزيرة تحيط بها المياه من جميع جهاتها هي جزيرة خضر، وعبادان وتسمى أيضًا «جزيرة المحـرزي»، أما سبب تسميتها بـ (عبادان) فهو نسبة إلى القائد العربي عـباد بن الحصين الحبطي وهو أول من رابط بها، استبدل الفرس اسمها العربي إلى التسمية الفارسية ب (آبادان)، وهي ميناء رئيسي لتصدير نفط الأحواز (خوزستان) وفيها {مصفاة للنفط على الخليج العربي}.

### دشت ميشان أو الحويزة
استبدل الفرس اسمها إلى (دشت ميشان). كانت دولة المشعشعين (من بني هاشم) قد اتخذتها عاصمة لها عام 1441م، وهي موطن قبائل بني طرف (طيء)، وتقع على نهر الكرخة شمال غربي المحمرة باتجاه محافظة ميسان (العمارة) العراقية. يذكر ياقوت الحموي في معجمه ج3 (ص 373 - 374) أن الحويزة تصغير الحوزة وأصلها من حاز يحوز حوزا، وهو موضع حازه دبيس بن عفيف الأسدي في أيام الطائع لله ونزل فيه وبنى أبنيته، وقد خضعت منطقة البصرة العراقية إلى نفوذ إمارة الحويزة في عهد حكم المشعشعين عام 1693 - 1700 م.

### تستر أو شوشتر
استبدل الفرس اسمها إلى (شوشتر)، وهي غوطة الأحواز (خوزستان) الخصبة ذات المياه الوفيرة.

### الشوش (السوس)
استبدل الفرس اسمها إلى (الشوش)، وهي مدينة تاريخية حضارية يرجع تاريخها إلى خمسة آلاف سنة قـبل الميلاد، وهي مركز أو عاصمة الإمبراطورية «العيلامية» ومن آثارها زقورة وجغا زنبيل المدرجة على لائحة اليونسكو للتراث العالمي، إضافة إلى مسلة حمورابي التي عـثرت عـليها التنقـيبات الفـرنسية عام 1901 - 1902 م في هـذه المدينة، آنذاك كانت الدولة السومرية والبابلية والآشورية في العراق، أما في الأحواز كانت الدولة العيلامية وهذه الدولة هي شقيقة للـسومرية والبابلية والآشورية يشكلان حضارة العراق والأحواز في يومنا هذا. كما كانت تسمى السوس في اللغة العيلامية القديمة «سوسيانا»، أي بلاد الشرق. ومن آثارها التاريخية أيضًا قلعة العيلاميين التاريخية ومقام نبي دانيال الآثري.
مدينة السوس هي عاصمة الأحواز في العهود الأكادية، العيلامية، السومرية، البابلية والآشورية على التوالي.
مدن:
أحواز، دزفول، الفلاحية ((شادگان))، رامهرمز، الخفاجية (سوسنگرد)، بستان، صالحية، هـفـتـكل، فـرح آباد، اميدية، بندر ماهشهر.

### الخفاجية (سوسنكرد)
الخفاجية: سميت أسوة ببني عقيل الكعبيين بأبنائها أبناء قبيلة «خفاجة» الشهيرة وكانت تقطن بنواحي الكوفة وبرز وجودها في القرنين الرابع والخامس الهجريين. ضمن سياسة تفريس المنطقة، أسماها الإيرانيون سوسنكرد. وكوّن الخفاجيون إمارة في الكوفة سنة 374 هـ بزعامة أبو طريف عليان بن ثمال الخفاجي وكان يأتمر بأمر الخليفة العباسي. ومن أمراء خفاجة ذائعي الصيت إلى يومنا هذا حيث يتردد اسمه في الموروث الشعبي هو «عامر الخفاجي» الذي سحره جمال إحدى بنات قبيلة «بني هلال» عند مرورهم بديرته فسافر معهم إلى مصر وتونس وترك أسرته وديار قبيلته وإمارته في بادية السماوة والكوفة.
أما في وقتنا الحالي فإن أكثر أفراد قبيلة خفاجة العقيلية الكعبية يسكنون العراق والأحواز ومصر، ونخوتهم التي ينتخون بها في المعارك هي «أولاد عامر» أو «أولاد عامر الخفاجي» وخفاجة هو اسم امرأة أنجبت أولادًا كثرا فتسمى أولادها باسمها حيث يقال لهم «أبناء أو أولاد خفاجة».

## وصلات خارجية
- المقاومة الوطنية الأحوازية
- الجبهة العربية لتحرير الأحواز
- موقع الرئيس الإيراني
- موقع مجلس الشورى الإيراني
- الأحواز... عربية وإن طال ليل اغتصابها
- تقرير قناة الجزيرة - منع الأسماء العربية في الأحواز العربية من قبل الحكومة الفارسية